# Hans-Ullrich Paeffgen
Hans-Ullrich Paeffgen (* 2. Juli 1945 in Bad Tölz) ist ein deutscher Rechtswissenschaftler.

## Leben
Paeffgen studierte von 1967 bis 1971 Rechtswissenschaft an der Rheinischen Friedrich-Wilhelms-Universität Bonn. 1978 wurde er an der Johannes Gutenberg-Universität Mainz mit einer Arbeit über die Irrtumslehre zum Dr. iur. promoviert, 1983 habilitierte er sich ebenfalls in Mainz mit einer Schrift zur Dogmatik des Prozessrechts und zum Untersuchungshaftrecht.
1983 erhielt er einen Ruf an die Rheinische Friedrich-Wilhelms-Universität Bonn, 1992 bis 1993 war er Vertretungsprofessor an der Universität Potsdam, von 1993 bis 1996 hatte er den Lehrstuhl für Strafrecht, Strafprozessrecht und Strafrechtsgeschichte an der TU Dresden inne. 1996 erfolgte die Rückberufung an die Rheinische Friedrich-Wilhelms-Universität Bonn.
Er ist zusammen mit Urs Kindhäuser und Ulfrid Neumann Herausgeber eines Kommentars zum Strafgesetzbuch.
Er gehört zudem dem Kuratorium des Bonner Rechtsjournals an.
2008 warf er dem sächsischen Generalstaatsanwalt Jörg Schwalm vor, in Ermittlungen der Staatsanwaltschaft Leipzig eingegriffen zu haben, um ein Strafverfahren gegen den damaligen Ministerpräsidenten Kurt Biedenkopf wegen Untreue bei der Anmietung des Paunsdorf Center durch sächsische Behörden zu verhindern.
2010 erschien zu seiner Emeritierung ein Sonderheft des Bonner Rechtsjournals mit Beiträgen seiner Schüler (darunter Klaus Ferdinand Gärditz und Carl-Friedrich Stuckenberg).

## Schriften
- Der Verrat in irriger Annahme eines illegalen Geheimnisses (§ 97b StGB) und die allgemeine Irrtumslehre. Duncker und Humblot, Berlin 1978, ISBN 3-428-04512-2 (Dissertation)
- Vorüberlegungen zu einer Dogmatik des Untersuchungshaft-Rechts. Heymann, Köln/Berlin/Bonn/München 1986, ISBN 3-452-20695-5 (Habilitation)
- mit Tom Schumer (Hrsg.): Das sächsische Polizeigesetz vor dem Verfassungsgerichtshof des Freistaates Sachsen. Rechtliche Grenzen moderner Polizeiarbeit. Dresden, Parthenon 1997, ISBN 3-930739-04-6
- mit Martin Böse, Urs Kindhäuser, Stephan Stübinger, Torsten Verrel & Rainer Zaczyk (Hrsg.): Strafrechtswissenschaft als Analyse und Konstruktion. Festschrift für Ingeborg Puppe zum 70. Geburtstag. Duncker & Humblot, Berlin 2011, ISBN 978-3-428-13211-9